# Стамболі Йосип Веніамінович
Йосип (Осип) Веніамінович Стамболі (1877, Феодосія — 11 червня 1958, Париж) — російський купець, підприємець і благодійник.

## Життєпис
Народився у 1877 році в караїмській родині Веніаміна Стамболі, засновника феодосійської династії Стамболі, власника найбільшої тютюнової фабрики.
Нажите батьком майно успадковували три його сини — Ісаак, Мойсей та Йосип, директором був молодший з них — Йосип, який згодом став великим тютюновим фабрикантом, купцем 1-ї гільдії. Брати неодноразово розширювали компанію, створили величезні плантації турецького тютюну в Криму, на Кубані, на Кавказі, у Туреччині та Болгарії. Крім цього, сировину для фабрик згодом пароплавами почали доставляти в Крим з Японії, Індії та Китаю. У путівниках кінця XIX століття була реклама фабрики: «Чудовий південний тютюн, що відрізняється від іншого тютюну м'якістю, натуральним ароматом і не залишає після куріння ніякого осаду». Продукція фабрики Стамболі отримала низку міжнародних нагород, зокрема золотих медалей міжнародних виставок у Парижі в 1895 і 1900 роках.
Одночасно займався й благодійністю: організував для своїх працівників безкоштовну медичну допомогу, багатьом із них збудував будинки; виплачував стипендії на навчання нужденним студентам, допомагав молодим музикантам, був членом Феодосійського Благодійного товариства, був єдиним опікуном Феодосійської міської жіночої професійної школи. Він жертвував великі кошти на утримання школи, на сніданки бідним учням і додаткову платню викладачам.
Емігрував з сім'єю після жовтневого перевороту через Туреччину до Франції, від початку 1930-х років жив у Парижі, де володів невеликою бакалійної крамницею. Допомагав незаможним, був членом Караїмського товариства у Франції.
Помер у 1958 році в Парижі. Похований на кладовищі Тіе.
Феодосійський краєзнавець Олександр Туров присвятив родині Стамболі низку своїх досліджень.

### Родина

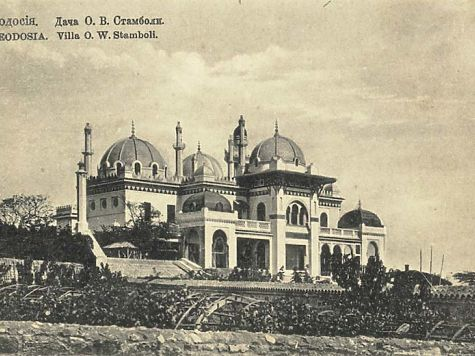
Вигляд дачі до революції

У 1911 році в Санкт-Петербурзі Йосип Веніамінович Стамболі повінчався з донькою власника одеської ткацької фабрики — Рахіллю Іллівною Бобович (народилася в Одесі у 1892 році). У них було дві дочки:
- Віра Йосипівна Стамболі (1912, Феодосія — 1996 року, Париж), громадська діячка, підприємиця, артистка-любителька[5].
- Лідія Йосипівна Стамболі, в шлюбі Кочина (1914, Феодосія — 1967, Барнаул), здобула освіту на Вищих курсах археології в Парижі, у 1956 році разом з чоловіком і дітьми виїхала до СРСР[6].

В еміграції Йосип і Рахіль Стамболі розлучилися. Рахіль Іллівна пошлюбила колишнього офіцера, емігранта, який працював таксистом. Померла в 1960-х роках у Парижі. Її рідна сестра Естер була дружиною відомого євпаторійського лікаря Ісаака Кальфи.
У Феодосії Йосип Стамболі в одному з престижних кварталів міста, на Катерининському проспекті, поруч з морем, як подарунок своїй нареченій збудував дачу (нині об'єкт культурної спадщини) яка згодом мала багату історію.
Палац задуманий у стилі модерн, з переважанням в екстер'єрі мавританських мотивів, що нагадують східні казки. Створювався він за проектом петербурзького архітектора О. Е. Вегенера (керував будівництвом Масандрівського палацу) і будувався з 1909 року протягом п'яти років. Але пожила в ньому родина Стамболі всього три роки, доки до Криму не дістався жовтневий переворот.